# Васькало Роман Вікторович

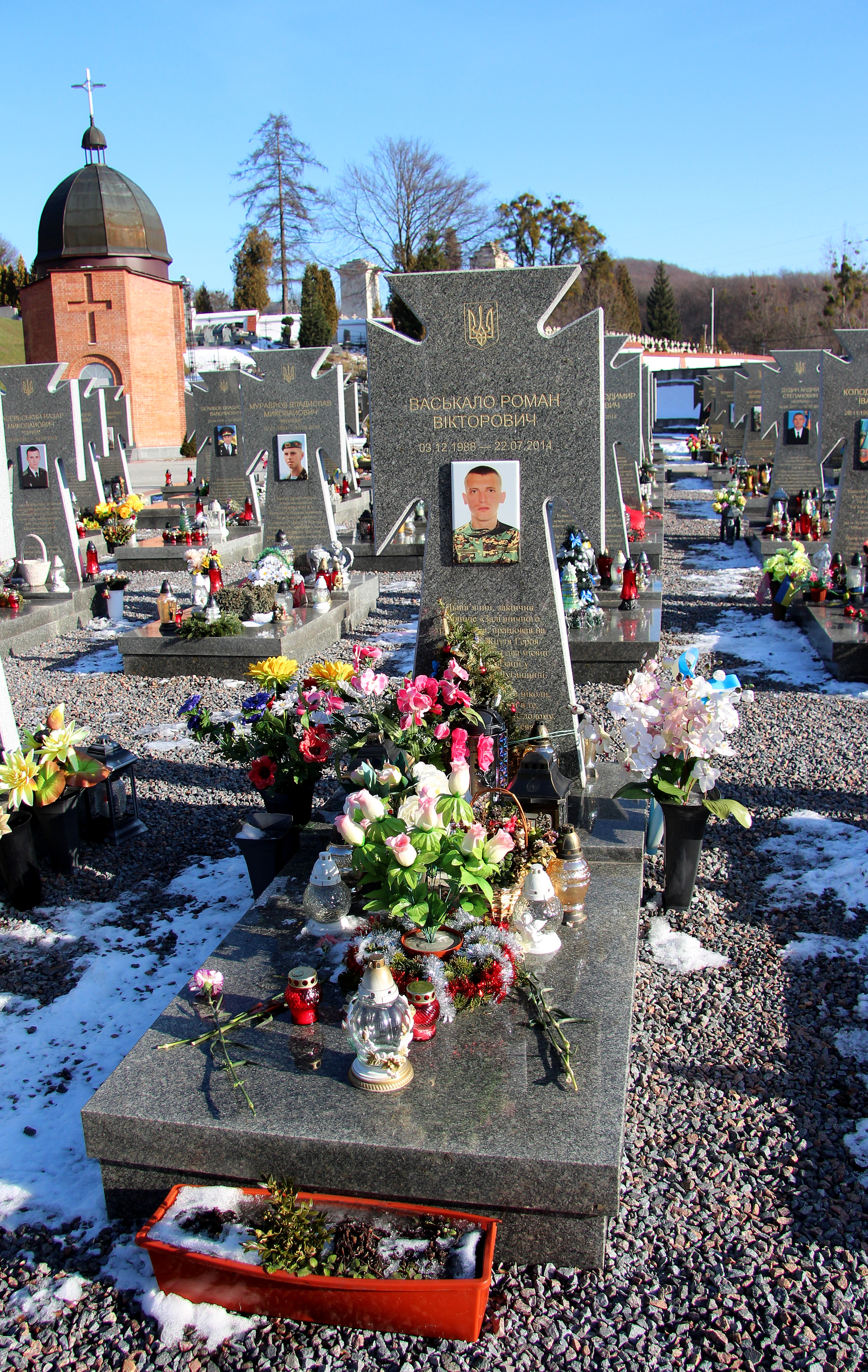

Рома́н Ві́кторович Васькало (3 грудня 1988, Львів — 22 липня 2014, Довжанське) — старший солдат Збройних сил України.

## Життєпис
Народився 1988 року у місті Львів. Мешкав у мікрорайоні Левандівка. Закінчив ПТУ № 52 (на даний час — Львівське міжрегіональне вище професійне училище залізничного транспорту) та здобув професію: «Бригадир (звільнений) з поточного утримання й ремонту колій та штучних споруд», відслужив строкову службу у лавах ЗСУ.
у 2007 році пішов працювати на Львівську залізницю, Підзамчівська дистанція, де влаштувався за спеціальністю монтер колії. Любив рибалити, збирати гриби, господарював на землі, хоча виріс у місті.
Мобілізований 10 травня 2014 року, старший навідник 24-ї механізованої бригади. Мав «бронь», міг швидко повернутися, проте відмовився покидати побратимів.
Загинув у бою в районі селища Довжанське на Луганщині — один зі снарядів терористів під час артилерійського обстрілу влучив поруч із бійцем. Тіло загиблого довгий час не віддавали бойовики. Після тривалих переговорів його змогли доправити на батьківщину. У тому ж бою загинув Олександр Савченко.
30 липня 2014 року львів'яни провели загиблого військовослужбовця в останню путь; могила — на полі почесних поховань Личаківського цвинтаря.
Залишились батьки Ольга Іванівна та Віктор Миронович, дружина Ольга та син Матвій 2012 р. н.

## Нагороди та вшанування
14 березня 2015 року — за особисту мужність і героїзм, виявлені у захисті державного суверенітету та територіальної цілісності України, вірність військовій присязі під час російсько-української війни, відзначений — нагороджений орденом «За мужність» III ступеня.
У липні 2016 року в Підзамчівській дистанції колії встановлено та освячено меморіальну таблицю пам'яті Романа Васькала.